# Santa Maria della Versa
Santa Maria della Versa är en ort och kommun i provinsen Pavia i regionen Lombardiet i Italien. Kommunen hade 2 293 invånare (2018).